# Jörg Peter Disse
Jörg Peter Disse (* 17. Januar 1959 in Hamburg-Harburg) ist ein deutscher Philosoph und Theologe.

## Leben
Disse belegte ein Studium der Philosophie, Germanistik, Anglistik und Theologie in Basel, Genf, FU Berlin, Oxford, Fribourg und Strasbourg. Er promovierte 1990 zum Dr. phil. an der Philosophischen Fakultät der Universität Basel und habilitierte 1995 an der Theologischen Fakultät der Universität Luzern zum Dr. theol. habil. Disse war Lehrbeauftragter bzw. Lehrstuhlvertreter in Philosophie und Theologie u. a. an der Pontificia Università Gregoriana, an der Universität Luzern und an der Universität Metz. Seit 2002 ist er Inhaber des Lehrstuhls für Fundamentaltheologie, Religionsphilosophie und Philosophisch-Theologische Propädeutik an der Theologischen Fakultät Fulda und seit 2003 Lehrbeauftragter der Philosophisch-Theologischen Hochschule St. Georgen in Frankfurt am Main. Von 2000 bis 2002 war er Dozent für Philosophie am überdiözesanen Priesterseminar und Studienhaus St. Lambert Lantershofen. Disse wurde am 30. März 2024 emeritiert. 

## Werk
Schwerpunkte der Forschung bilden die Metaphysik, die philosophische Psychologie (Philosophie des Geistes) und die philosophisch-theologische Anthropologie. Im Zentrum steht die Frage nach dem Menschen (Individualität, Selbstbewusstsein, Freiheit, Verlangen, Angst (Philosophie), Hoffnung) sowie nach dem Sinn menschlicher Existenz (Religion, Gott, Glaube). In seinem Werk "Desiderium: Eine Philosophie des Verlangens" setzt der Autor sich auseinander mit dem bereits bei Platon angedeuteten und von Augustinus und Thomas von Aquin formulierten anthropologischen Grundsatz, wonach sich alles Verlangen letztlich auf ein höchstes Gut bzw. Gott richtet, und hinterfragt unter Berücksichtigung der gegenwärtigen Phänomenologie, Psychoanalyse, empirischen Psychologie und Neurowissenschaften die Thematik philosophisch neu.

## Veröffentlichungen (Auswahl)
Monographien
- Kierkegaards Phänomenologie der Freiheitserfahrung. Alber, Freiburg 1991, ISBN 3-495-47715-2 (zugleich Dissertation, Universität Basel 1990).
- Metaphysik der Singularität. Eine Hinführung am Leitfaden der Philosophie Hans Urs von Balthasars. Passagen Verlag, Wien 1996, ISBN 3-85165-194-4 (zugleich Habilitationsschrift, Universität Luzern 1996).
- Kleine Geschichte der abendländischen Metaphysik. Von Platon bis Hegel. Wissenschaftliche Buchgesellschaft, Darmstadt 2007 (3. Auflage), ISBN 3-89678-412-9.
- Glaube und Glaubenserkenntnis. Eine Studie aus bibeltheologischer und systematischer Sicht. Knecht, Frankfurt am Main und Freiburg im Breisgau 2006, ISBN 3-7820-0890-1.
- Desiderium. Eine Philosophie des Verlangens. Kohlhammer, Stuttgart 2016, ISBN 978-3-17-031473-3.

Herausgeber
- Gott und die Frage nach dem Glück. Anthropologische und ethische Perspektiven. Knecht, Frankfurt am Main und Freiburg im Breisgau 2010, ISBN 978-3-7820-0920-1 (zusammen mit Bernd Goebel).

Übersetzungen
- Xavier Tilliette: Philosophische Christologie. Eine Hinführung. Aus dem Französischen. Johannes, Freiburg im Breisgau 1998, ISBN 3-89411-341-3.